# Keystone, Dakota de Sud
Keystone este o așezare urbană în regiunea Black Hills din comitatul Pennington, statul Dakota de Sud, Statele Unite ale Americii. Localitatea se află amplasată la altitudinea de 1.320 m și ocupă o suprafață de 7,4 km 2. La recensământul din anul 2000, populația a fost de 311 locuitori.
Așezarea a fost întemeiată în 1883 ca un oraș minier, iar de atunci s-a transformat într-un oraș-stațiune, cu milioane de vizitatori ai monumentului Mount Rushmore National Memorial, care este situat în apropierea orașului. Printre atracțiile sale turistice se află și calea ferată Black Hills Central construită în anul 1900 pentru transportul minereului de aur de la minele din Black Hills.  În prezent, circulația se realizează cu un tren de călători tras de o locomotivă cu aburi.

## Geografie
Keystone este plasat la coordonatele 43°53′37″N 103°25′34″W / 43.893744°N 103.426080°V.GR1
Conform datelor acumulate de United States Census Bureau, localitatea are o suprafață de 7.4 km2 (sau 2.9 square miles), în întregime.
Keystone are codul poștal 57751 și un cod FIPS 33820.
1. ↑  2010 U.S. Gazetteer Files, accesat în 9 iulie 2020